# St. Dionysius (Lissendorf)

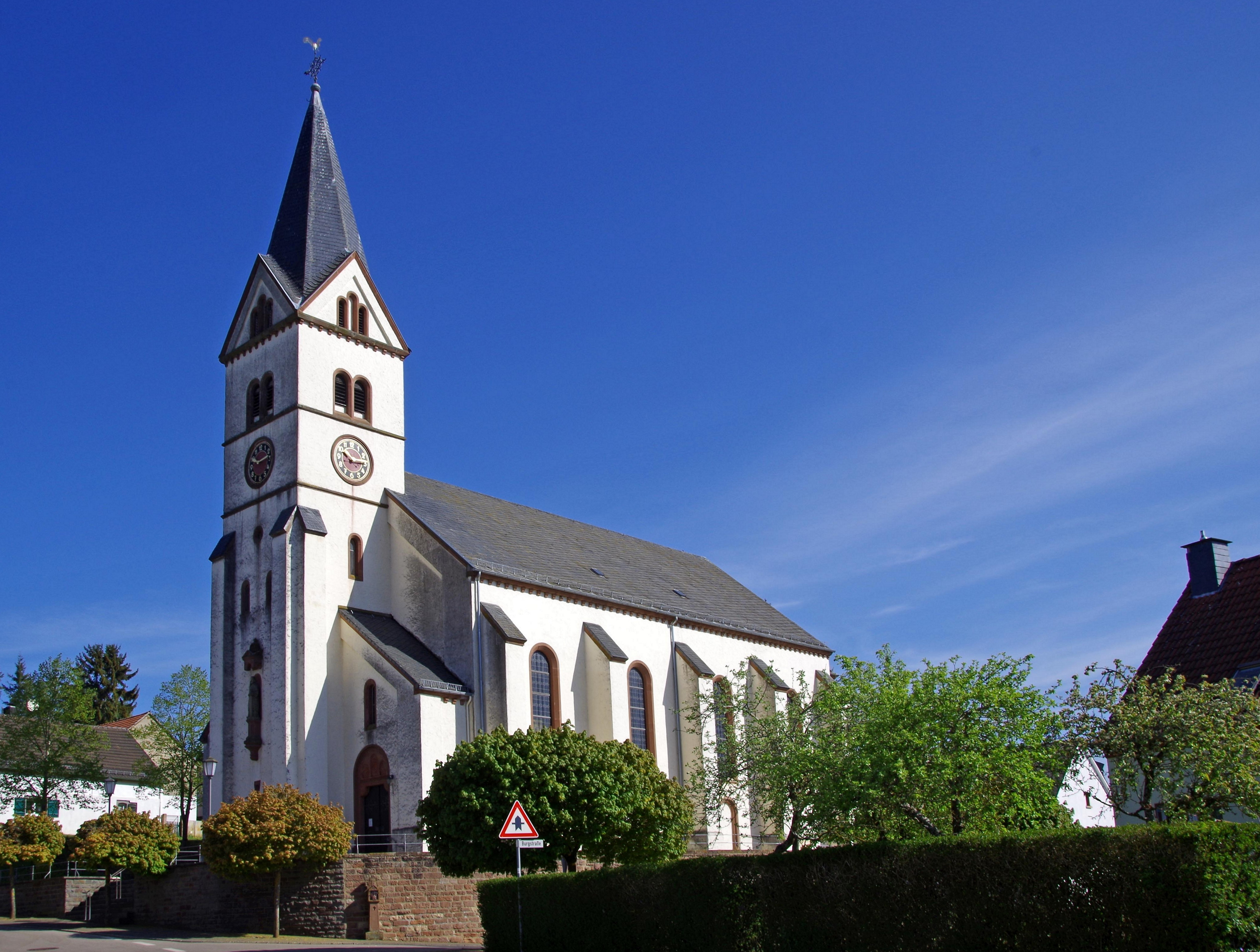
St. Dionysius

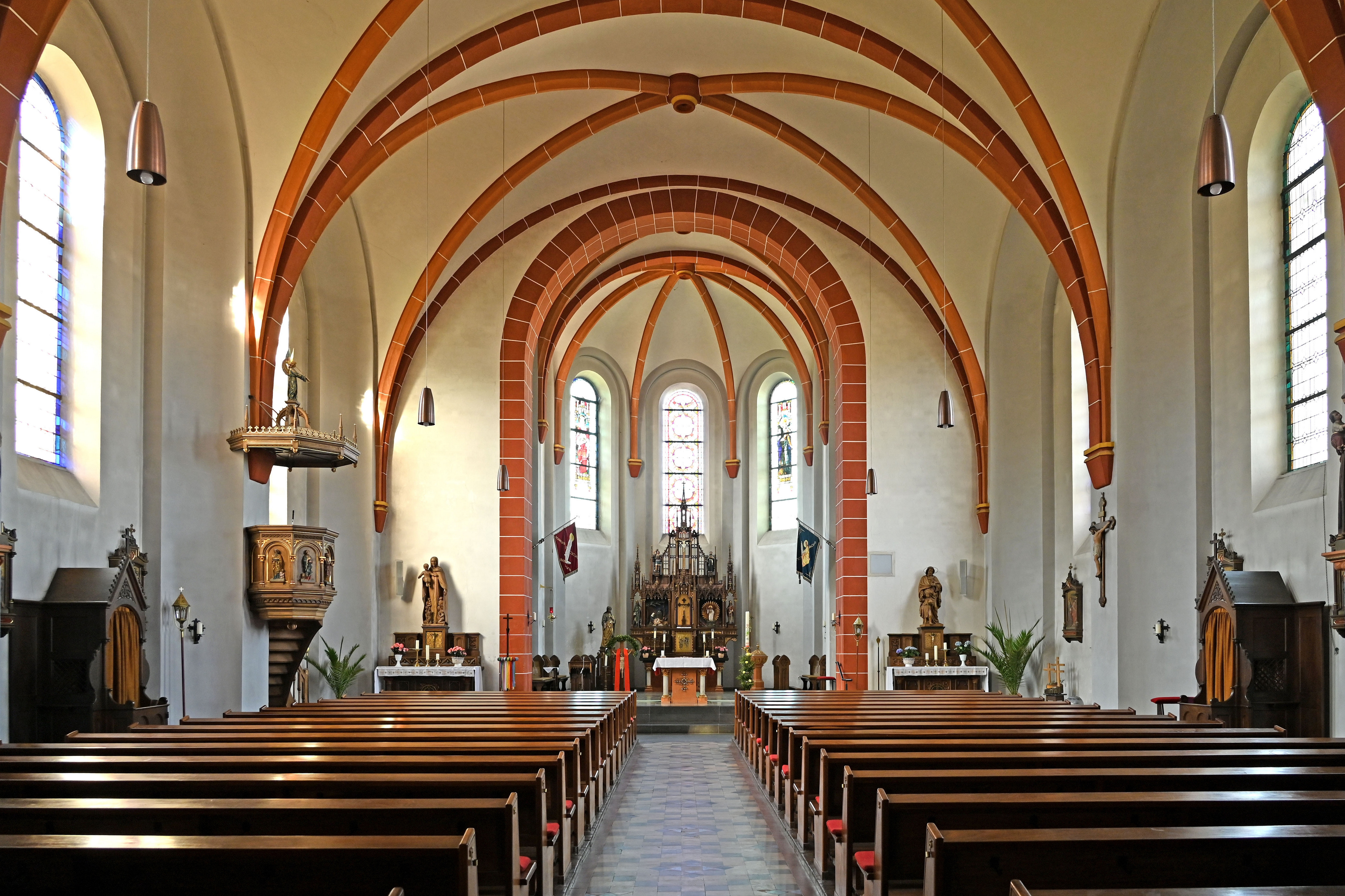
Innenraum mit Blick zum Altar

Die Kirche St. Dionysius ist die römisch-katholische Pfarrkirche von Lissendorf im Landkreis Vulkaneifel in Rheinland-Pfalz. Sie gehört zur Pfarreiengemeinschaft Obere Kyll im Bistum Trier.

## Geschichte
In Lissendorf ist seit 1148 eine Kirche und seit 1257 eine Pfarrei bezeugt. 1597 und 1649 wurde die Kirche verwüstet und von 1653 bis 1713 wiederaufgebaut. 1796 brannte der Turm. Die nachweislich 1803 mit Stroh bedeckte Kirche wurde 1886 abgerissen und bis 1889 ein Neubau nach Plänen des luxemburgischen Staatsarchitekten Karl Arendt errichtet. Von 1979 bis 1982 wurde sie aufwändig renoviert. Sie ist Dionysius von Paris geweiht. Es handelt sich um einen neoromanischen Saalbau mit weithin sichtbarem Turm.

## Ausstattung

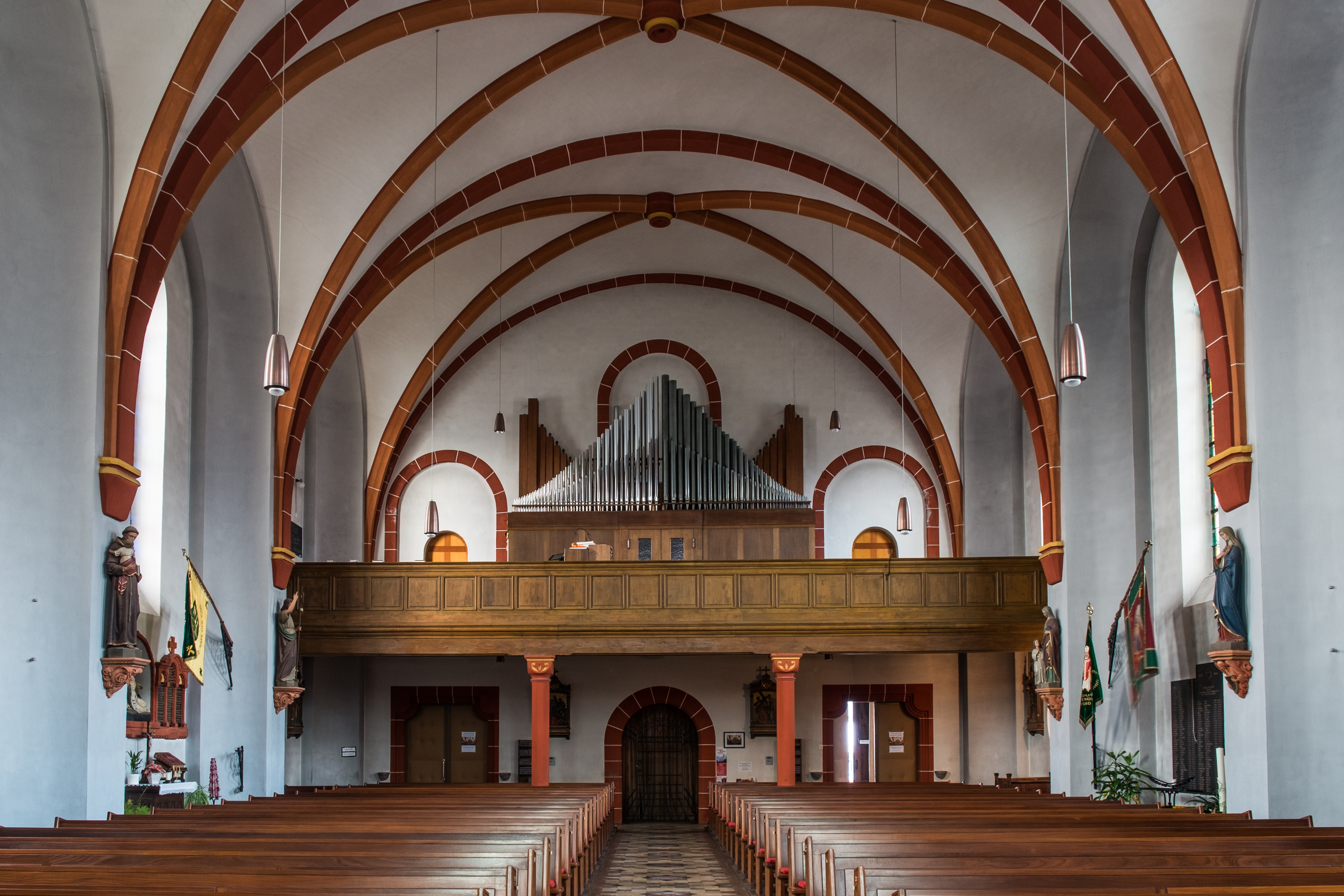
St. Dionysius

Die 1932 gelieferte Klais-Orgel war unfertig ausgebaut und wurde 2004 von der Werkstatt Orgelbau Fasen durch Hinzufügen des zweiten Manuals vollendet.